# Campeonato Italiano de Rugby 2001-02
El Campeonato de Rugby de Italia de 2001-02 fue la 72.ª edición de la primera división del rugby de Italia.

## Sistema de disputa
El torneo se desarrolló en dos etapas, una fase regular en la cual los equipos disputaron encuentros en condición de local y de visitante frente a cada uno de sus rivales.
Luego se disputará una etapa de eliminación directa, en la cual los primeros cuatro equipos de la fase regular clasifican a las semifinales en la búsqueda por el campeonato.
El último equipo en la tabla general desciende directamente a la Serie B.

## Desarrollo
- Tabla de posiciones:[1]

| Pos. | Equipo              | Encuentros | Encuentros | Encuentros | Encuentros | Tantos | Tantos | Tantos | PB | Puntos |
| Pos. | Equipo              | PJ         | PG         | PE         | PP         | F      | C      | Dif    | PB | Puntos |
| ---- | ------------------- | ---------- | ---------- | ---------- | ---------- | ------ | ------ | ------ | -- | ------ |
| 1.º  | Rugby Viadana       | 18         | 13         | 0          | 5          | 512    | 326    | +186   | 9  | 61     |
| 2.º  | Petrarca Padova     | 18         | 13         | 1          | 4          | 496    | 339    | +157   | 6  | 60     |
| 3.º  | Amatori y Calvisano | 18         | 12         | 0          | 6          | 518    | 322    | +196   | 11 | 59     |
| 4.º  | Benetton Treviso    | 18         | 12         | 1          | 5          | 485    | 294    | +191   | 8  | 58     |
| 5.º  | Rugby Parma         | 18         | 11         | 1          | 6          | 471    | 362    | +109   | 8  | 54     |
| 6.º  | L'Aquila Rugby      | 18         | 7          | 0          | 11         | 419    | 505    | -86    | 9  | 37     |
| 7.º  | Rugby Rovigo        | 18         | 8          | 0          | 10         | 402    | 531    | -129   | 5  | 37     |
| 8.º  | GRAN Parma          | 18         | 6          | 1          | 11         | 376    | 453    | -77    | 7  | 33     |
| 9.º  | Rugby Roma Olimpic  | 18         | 5          | 0          | 13         | 330    | 592    | -262   | 7  | 27     |
| 10.º | Bologna Rugby       | 18         | 1          | 0          | 17         | 340    | 625    | -285   | 7  | 11     |

|  | Clasificado a Semifinales. |
|  | Descendido a la Serie B.   |

### Semifinales
| Equipo 1            | Equipo 2         | Ida   | Vuelta |
| ------------------- | ---------------- | ----- | ------ |
| Rugby Viadana       | Benetton Treviso | 6-29  | 31-14  |
| Amatori y Calvisano | Petrarca Padova  | 21-18 | 21-18  |

### Final
| 18 de mayo de 2002 | Rugby Viadana | 19 - 12 | Amatori y Calvisano |  |  |

| Bandera de Italia     |
| Campeón Rugby Viadana |
| Primer título         |